# Leonow (obwód rostowski)
Leonow (ros. Леонов) – chutor w Rosji, w obwodzie rostowskim, w rejonie obliwskim. W 2010 liczył 353 mieszkańców.